# Muchtar Aschrafowitsch Aschrafi
Muchtar Aschrafowitsch Aschrafi (usbekisch Ashrafiy Muxtor Ashrafovich, russisch Мухтар Ашрафович Ашрафи; * 29. Maijul. / 11. Juni 1912greg. in Buchara; † 15. Dezember 1975 in Taschkent) war ein usbekisch-sowjetischer Komponist, Volkskünstler der UdSSR (1951) und Gewinner zweier Stalinpreise (1943, 1952).

## Leben
Von 1934 bis 1936 studierte er am Moskauer Konservatorium. 1948 schloss er sein Studium an der Fakultät des Leningrader Konservatoriums ab. Seit 1944 war er Dozent, ab 1953 Professor am Staatlichen Konservatorium Usbekistans in Taschkent. Als künstlerischer Leiter und Chefdirigent des usbekischen Theaters für Oper und Ballett in Taschkent schrieb er die erste usbekische Oper „Buran“. Neben weiteren Orchesterwerken schrieb er auch Ballett- und Filmmusiken. In Aschrafis ehemaligen Wohnhaus in Taschkent ist heute das Aschrafi-Museum eingerichtet.

## Preise und Auszeichnungen
- 1937 Ehrenzeichen der Sowjetunion
- 1939 Orden des Roten Banners der Arbeit
- 1943 Stalinpreis für die 1. Symphonie „Die Heroische“
- 1951 Volkskünstler der UdSSR
- 1951 Leninorden
- 1952 Stalinpreis
- 1959 Orden des Roten Banners der Arbeit
- 1972 Leninorden
- Jubiläumsmedaille „Zum Gedenken an den 100. Geburtstag von Wladimir Iljitsch Lenin“
- Medaille „Für heldenmütige Arbeit im Großen Vaterländischen Krieg 1941–1945“

## Werke
| - Orchesterwerke - Sinfonie No. 1 „Die Heroische“ / Geroitscheskaja (1942) - Sinfonie No. 2 „Glorreiche Sieger“ / Slawa pobediteljam (1944) - Oratorium „Rustam“ (1974) - Vokalwerke - Buran, Oper in 2 Akten (1939), Orchesterpart Sergei Nikiforowitsch Wassilenko - Der große Kanal, Oper (1941), zusammen mit Sergei Wassilenko - Dilaram, Oper in 4 Akten (1958) - Das Herz des Dichters, Oper (1962) - Lied „Usbekistan“ (1974) - „Lied des Glücks“ / Pesn o stschastje (1951) - Orchestersuite „Fergana“ (1943) | - Filmmusik - für Nasreddin in Buchara - für Der Wundervogel Semurg - Ballette - Amulett der Liebe / Amulet ljubwi (1969) - Timur Malik (1970) - Widerstand / Stoikost (1971) - Liebe und Schwert / Ljubow i metsch (1973) |